# كايكي دا سيلفا سانتوس
كايكي دا سيلفا سانتوس هو لاعب كرة قدم برازيلي في مركز الهجوم، ولد في 30 يناير 1994 في أوساسكو في البرازيل. لعب مع أتلتيكو باراناينسي ونادي بوتافوغو اس بي.

## وصلات خارجية
- كايكي دا سيلفا سانتوس على موقع قاعدة بيانات كرة القدم.إي يو (الإنجليزية)
- كايكي دا سيلفا سانتوس على موقع Soccerway.com (الإنجليزية)